# Marie av Korikos
Marie av Korikos, född 1321, död 1405, var drottning av Armenien 1344–1363 och 1365–1373 som gift med kung Konstantin III av Armenien och Konstantin IV av Armenien.
Hon var Armeniens ställföreträdande regent under det interregnum som rådde mellan hennes andre makes död 1373 april och nästan monarks tillträde i september 1374.